# Evangelische Kirche (Dillingen/Saar)

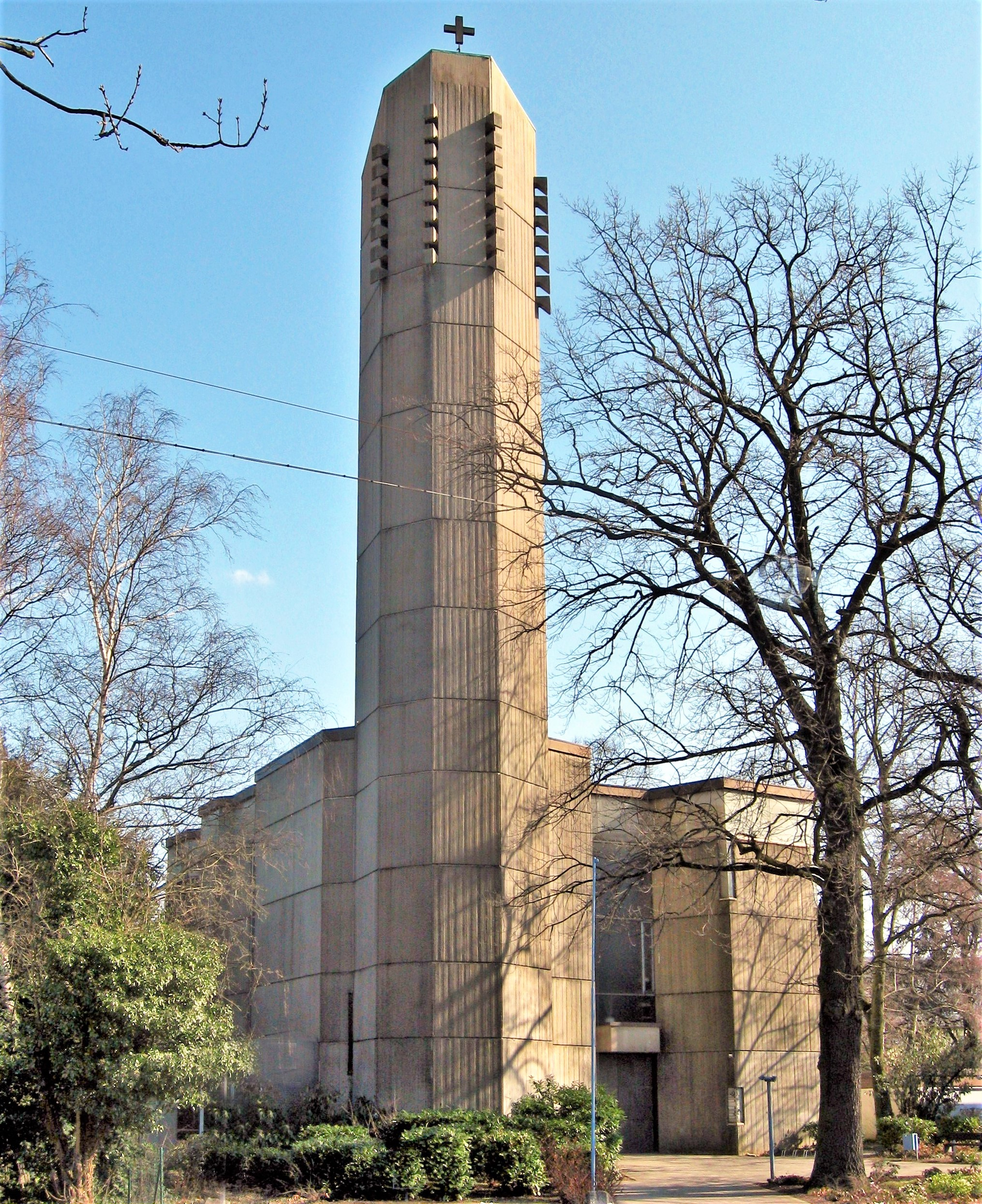
Evangelische Kirche von Wandel, Hoefer und Lorch mit einer der beiden Luthereichen

Die Evangelische Kirche ist die einzige protestantische Kirche in Dillingen/Saar und gehört zum Kirchenkreis Saar-West der Evangelischen Kirche im Rheinland.

## Gemeindegeschichte

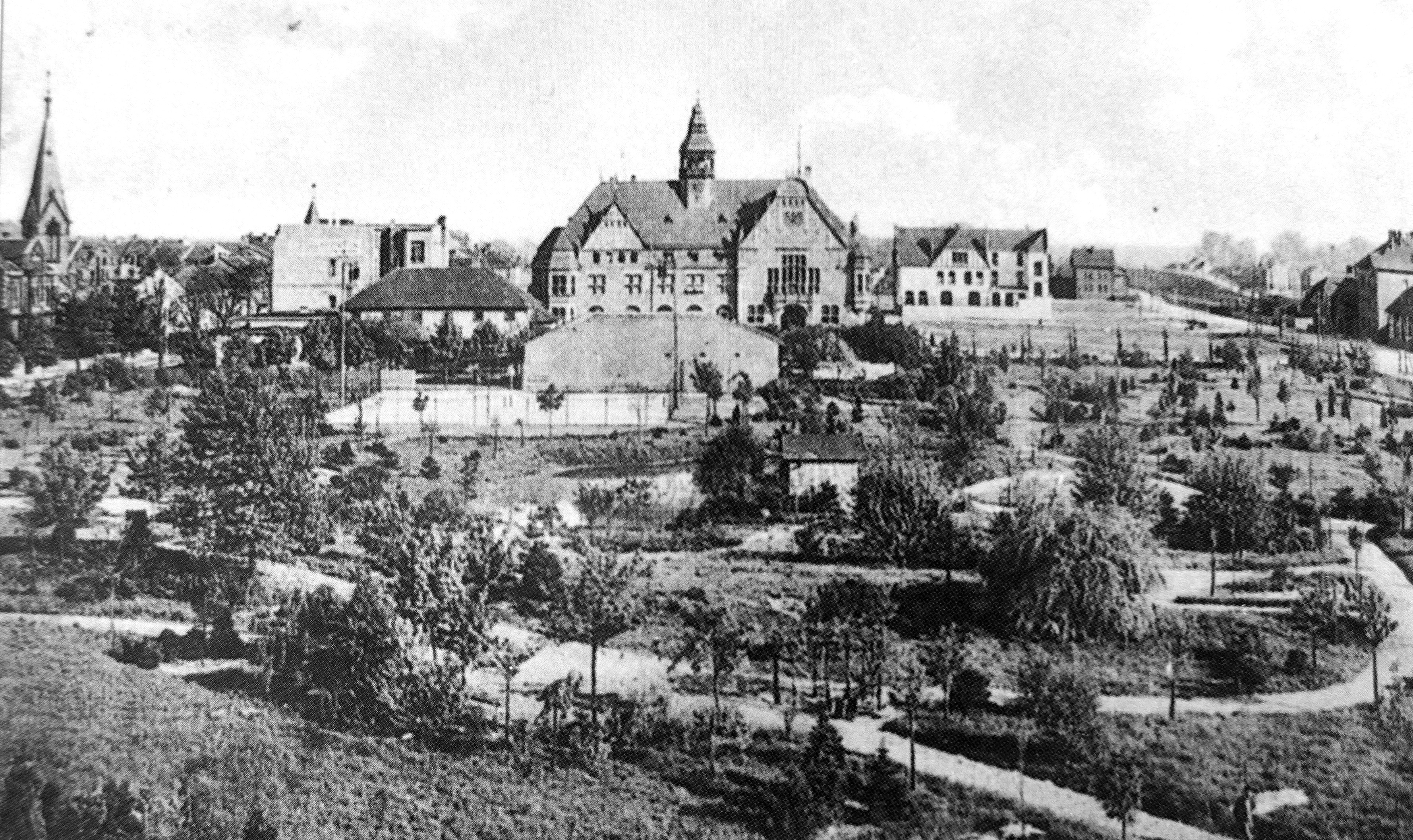
Volkspark Dillingen mit (v. r. n. l.) evangelischer Kirche, Rathaus, Kaiserlicher Post und Bahnhof, 1908

Bis ins 19. Jahrhundert hinein gab es in Dillingen kaum Menschen evangelischer Konfession. Bis zur Französischen Revolution besaßen die Protestanten im Herzogtum Lothringen keine freie Religionsausübung. Herzog Leopold Joseph von Lothringen, Vater des deutschen Kaisers Franz I. Stephan, hatte im Jahr 1698 seinen Untertanen jede andere Konfession außer der katholischen verboten.
Mit dem wachsenden Bedarf an Arbeitskräften für den Hüttenbetrieb der Dillinger Hütte siedelten sich seit Beginn des 19. Jahrhunderts auch Arbeiter evangelischer Konfession in Dillingen an. Die Mehrzahl von ihnen stammte aus dem Bergischen Land. Sie wurden vom Pfarrer der evangelischen Pfarrei in Völklingen seelsorgerisch betreut. Mit dem Übergang Dillingens und seiner Umgebung an das Königreich Preußen im Zweiten Pariser Frieden im Jahr 1815 stand seit dem Jahr 1817 im benachbarten Saarlouis ein evangelischer Garnisonspfarrer, Ernst Friedrich Kober, zur Verfügung.
Am 28. Juni 1825 schloss der preußische König Friedrich Wilhelm III. durch Allerhöchste Kabinettsorder alle in den Landkreisen Saarlouis und Merzig lebenden Protestanten zu einer Kirchengemeinde in Saarlouis zusammen. Das Presbyterium, bestehend aus zwei Garnisonssoldaten und einem Zivilisten, bestellte der Festungskommandant. Gottesdienstsaal war der Fechtsaal der Festung Saarlouis.
In Dillingen selbst wurde der evangelische Gottesdienst seit 1878, als die Zahl der Dillinger Protestanten auf etwa 100 Menschen angewachsen war, durch den Saarlouiser Garnisonspfarrer Zehlke zuerst im alten Schulhaus neben der Kirche St. Johann, dann ab 1880 in einem Saal des katholischen Schulhauses in der Stummstraße (Abbruch 1964) abgehalten.
Aufgrund steigender Mitgliederzahlen erwarb die Gemeinde unter Pfarrer Christian Roscher im Jahr 1899 einen Bauplatz für einen eigenen Kirchenbau. Nachträglich machte die Zivilgemeinde Dillingen/Saar den Bauplatz in der heutigen Merziger Straße der Kirchengemeinde zum Geschenk. Carl Ferdinand von Stumm-Halberg bewilligte als Vorsitzender des Aufsichtsrates der Dillinger Hütte den Betrag von 15.000 Mark zum Kirchenbau. Weitere einflussreiche Gemeindemitglieder, wie Otto Friedrich Weinlig und Erich Karcher (beide Direktoren der Dillinger Hütte), unterstützten den Bau nach Kräften. Auch die Gustav-Adolf-Stiftung, das Diaspora-Werk der Evangelischen Kirche in Deutschland, benannt nach dem schwedischen König Gustav II. Adolf, ermöglichte finanzielle Zuschüsse.
Im Jahr 1894 war die Garnisonsgemeinde in Saarlouis aufgelöst und eine evangelische Zivilgemeinde gegründet worden, die dann auch die pastorale Betreuung der preußischen Garnison übernahm. Damit bekamen die Protestanten im Kreis Saarlouis erstmals einen Zivilpfarrer, August Rudolf de Haas, der in seiner Amtszeit vier Kirchenbauten in seiner Gemeinde initiierte:
- Dillingen (1902–1903)
- Saarlouis (1906)
- Lebach (1906–1907)
- Schaffhausen (Saar) (1906–1907)

Pfarrer de Haas bezeichnete in seinem Schreiben an die Gustav-Adolf-Stiftung den geplanten Kirchenbau als „Bollwerk evangelischen Glaubens in Dillingen an der Saar“ und begründete den Bau im Hinblick auf die Dillinger Rüstungsproduktion auch mit militaristischen Zwecken: „daß die, die (Panzer-)Platten bauen, sich darin erbauen können.“
Die ab dem Jahr 1902 errichtete Dillinger evangelische Kirche wurde weiterhin von Saarlouis aus seelsorgerisch betreut und erhielt erst am 1. Juli 1926 durch Verfügung der Regierungskommission des Saargebietes den Status einer eigenen selbständigen Pfarrgemeinde. Die Zahl der Protestanten in Dillingen lag um diese Zeit bei etwa 1000 Menschen. Das Gemeindegebiet umfasste die Bürgermeistereien Dillingen, Nalbach, Rehlingen und Oberesch.
Zunächst blieb Dillingen mit dem Pfarramt in Saarlouis noch verwaltungsmäßig verbunden. Der erste eigene evangelische Pfarrer in Dillingen war seit 1927 Karl Zickwolff (1895–1964) aus Sulzbach/Saar. Zickwolf versah sein Amt in Dillingen bis zu seiner Pensionierung im Jahr 1964. Im Jahr 1930 errichtete man ein Pfarr- und Gemeindehaus.
Mit der Machtübernahme der Nationalsozialisten im Saarland im Jahr 1935 kam es in der Gemeinde zu heftigen Richtungskämpfen zwischen Anhängern der nationalsozialistisch orientierten Deutschen Christen und der Bekennenden Kirche, auf deren Seite sich Pfarrer Zickwolf mit dem Presbyterium stellte.
Im Jahr 1961 wurde hinter dem Gemeindehaus ein Kindergarten eingerichtet.

## Erster evangelischer Kirchenbau in Dillingen
Im Jahr 1902 begann man mit dem Bau einer neoromanischen Hallenkirche mit gangartigen angedeuteten Seitenschiffen und übereck gestelltem Turm mit hohem Spitzhelm durch den aus Baden-Baden und in St. Johann an der Saar ansässigen Architekten Karl Heinrich Brugger (1858–1931). In der Urkunde zur Grundsteinlegung am 1. August 1902 heißt es:

„Im Namen Gottes des Vaters und des Sohnes und des heiligen Geistes. Amen. Im Jahre des Herrn 1902, im 14. Jahre der glorreichen Regierung unseres Kaisers und Königs Wilhelm II., am 1. August wurde auf diesem, in unmittelbarer Nähe der erweiterten und erneuten Bahnhofsanlage gelegenen Platz im Beisein der Gemeinde-Vertretung, der Bau-Kommission, mehrerer Pfarrer der Synode Saarbrücken und einer großen Anzahl von Mitgliedern der Evang. Gemeinde und sonstiger Glaubensgenossen von Nah und Fern, sowie unter zahlreicher Beteiligung der Mitbürger dieses Ortes zu dem Bau der evangel. Kirche in Dillingen, welchem gleichzeitig ein Konfirmanden-Saal eingebaut werden soll, der Grundstein gelegt.

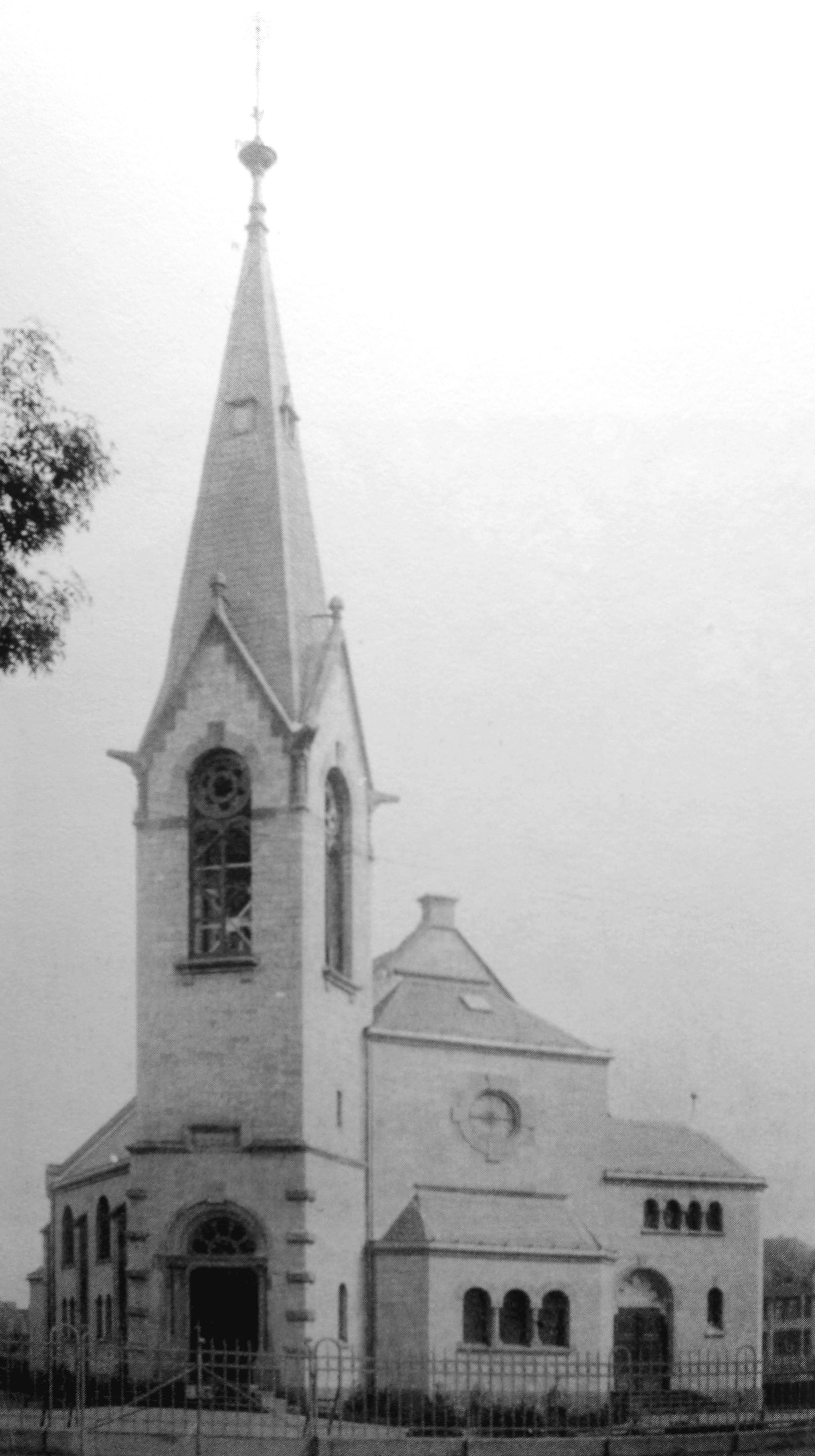
Evangelische Kirche Dillingen nach der Einweihung, 1903

Zur Zeit waren: Regierungs-Präsident: Herr Zur Nedden, Trier, Königlicher Landrat: Herr Helfferich, Saarlouis, Bürgermeister: Herr Schuh, Dillingen; Direktoren der Dillinger Hütte: Herr Otto Weinlig und Herr Erich Karcher, beide zugleich Mitglieder der evangelischen Gemeinde; Ortsgeistlicher: Pfarrer August de Haas, Saarlouis.
Seit Dillingen, ehemals zu Lothringen gehörig, 1815 preußisch geworden, waren die wenigen zerstreut wohnenden Evangelischen der Garnison-Gemeinde Saarlouis zugewiesen und wurden von dort aus seit 1817 pastoriert. Zeitweise waren keine, zu anderer Zeit nur sehr wenige Evangelische in jenen Jahren am Ort und in der Nähe ansässig.
Als die Zahl der Evangelischen in Dillingen auf etwa 100 angewachsen war, wurden von Herrn Garnison-Pfarrer Dr. Zehlke monatlich 1mal zunächst Abendandachten und von seinem Nachfolger Herrn Garnison-Pfarrer Roscher Gottesdienste in einem Kath. Knabenschulsaal abgehalten. Namentlich infolge Vergrößerung der Hütte wuchs die Zahl der Evangelischen, so daß der Wunsch einer eigenen Kapelle sich regte und bei dem treubewährten Freunde der Diaspora, dem Gustav Adolf-Verein, dankenswerte Aufnahme fand. Nach der Februar 1899 genehmigten Erwerbung eines Bauplatzes bewilligte der Aufsichtsrat der Hütte auf Vorschlag seines Vorsitzenden, Herrn Geh. Commerzien-Rat Freiherrn von Stumm-Halberg in hochherziger Weise die Gabe von 15000 Mark; anderweitige Zuwendungen trafen ein und die Gemeinde bildete einen Kirchbau-Sammel-Verein, so daß die von Herrn Architekt Brugger –St. Johann entworfenen Pläne im Juli 1902 die ministerielle Genehmigung fanden.
Am 3. August 1822 war das zur Garnison-Kirche umgebaute militär-fiskalische Gebäude in Saarlouis eingeweiht worden, und heute, nach 8 Jahrzehnten, legt die evangel. Gemeinde zu Dillingen freudig bewegten Herzens in tiefer Dankbarkeit gegen den Allmächtigen und alle, die ihr hilfreiche Hand geboten haben, den Grundstein zum ersten evangel. Kirchenbau im Kreise Saarlouis in der Hoffnung, daß auch die für die Kreisstadt Saarlouis erstrebten Pläne des Neubaues einer Kirche recht bald sich verwirklichen lassen möchten und die Glocken von Saarlouis und Dillingen sich grüßen mit ehernem Munde als Wahrzeichen unseres teuren Glaubens!
Gott der Herr möge diesen Bau in Gnaden schützen und geben, daß dieses Haus werde und bleibe eine Pflegestätte reinen evangelischen Glaubens, ein Denkmal helfender Bruderliebe, eine Quelle ständig neuer Arbeitskraft, eine Mahnung zum Streben nach allen hohen und edlen Zielen, eine Pflanzstätte echter Vaterlandsliebe, damit auch hier das gewaltige Wort unseres großen Reformators Dr. Martin Luther wahr werde: „Ein’ feste Burg ist unser Gott.“
Dann werden Ströme des Segens von diesem Hause ausgehen und die Herzen und Häuser aller erfüllen, die in evangel. Glaubenstreue mit uns und nach uns hier unserm Gott im Geist und in der Wahrheit dienen. Das walte Gott! Amen. Dillingen, den 1. August 1902. (Es folgen die Unterschriften von 22 Personen.)“

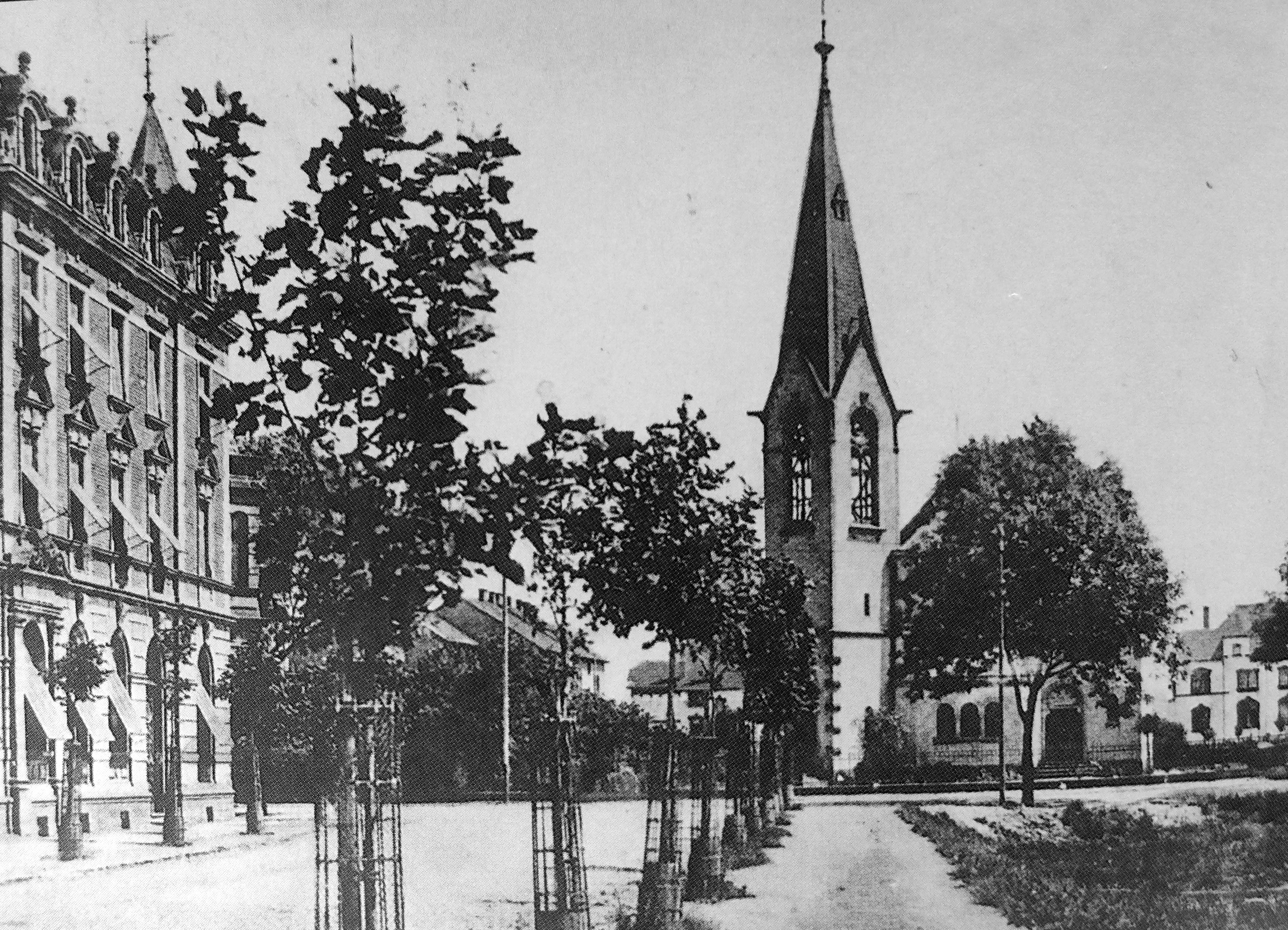
Evangelische Kirche nach ihrer Fertigstellung, 1903

Die Einweihung des Sakralbaues erfolgte am 21. Juni 1903 im Rahmen einer großen Feierlichkeit und einem Festzug durch die Stadt. Dabei wurde der Gemeinde durch den Generalsuperintendenten der Rheinprovinz Philipp Valentin Umbeck (1842–1911) eine kostbare Bibel mit Silberbeschlägen als Geschenk der preußischen Königin und deutschen Kaiserin Auguste Viktoria von Schleswig-Holstein-Sonderburg-Augustenburg überreicht. Die Widmungsinschrift der Kaiserin lautete: „Was hülfe es dem Menschen, wenn er die ganze Welt gewönne und nähme doch Schaden an seiner Seele.“
Die polygonale geostete Apsis war als Altarraum mit Buntglasfenstern ausgeschmückt.
Die Fenster schuf die bekannte Werkstatt Rudolf und Otto Linnemann aus Frankfurt.
Das zentrale Fenster stellte „Jesus auf der Osterwiese“ dar. Die umgebenden Fenster zeigten die Apostel Petrus und Paulus, das Altarbild die Kreuzabnahme Jesu. Links der Apsis befand sich eine niedrigere Taufkapelle, rechts der Apsis am Chorbogen die Kanzel.
Die Orgel auf der der Apsis gegenüberliegenden Empore stammte aus der Werkstatt des Saarlouiser Orgelbauers Mamert Hock. Der Raum wurde mit einem hölzernen Trapezgewölbe abgeschlossen.
Das neoromanische Kirchengebäude entsprach weitgehend den Forderungen des Eisenacher Regulativs, das auf der Eisenacher Kirchenkonferenz vom 30. Mai bis zum 5. Juni 1861 unter der Beteiligung und Mitsprache von namhaften Bauräten wie Friedrich August Stüler aus Berlin, Oberbaurat Christian Friedrich von Leins aus Stuttgart und Baurat Conrad Wilhelm Hase aus Hannover beschlossen worden war.
Das Kirchengebäude wurde im Zweiten Weltkrieg bei der Explosion eines Munitionszuges im Bahnhof Dillingen am 27. August 1944 und bei späterer Beschießung im Kriegswinter 1944/45 erheblich beschädigt.
Die Instandsetzungsarbeiten dauerten bis 1948 an (Einweihung am 20. Juli 1948). Eine zweite Renovierung fand in den Jahren von 1952 bis 1953 statt.

## Luthereichen vor der Kirche
Der Initiator des Dillinger Kirchenbaues August Rudolf de Haas brachte seine reichs- und kaisertreue Einstellung auch visuell deutlich zum Ausdruck. Nicht nur mit der Stilwahl seiner Kirchenneubauten in Formen der von Kaiser Wilhelm II. geförderten Neoromanik, sondern auch durch die Pflanzung von zwei Luthereichen: So wurden zwei Eichen, die aus Eicheln der Wittenberger Luthereiche gezogen worden waren, von de Haas im Jahr 1910 vor der Dillinger Kirche gepflanzt.
Diese symbolische Pflanzung vollzog de Haas auch vor dem wenig später errichteten und ebenfalls von ihm initiierten evangelischen Kirchenbau in Saarlouis. Die Wittenberger Luthereiche steht an dem Ort, an dem Martin Luther am 10. Dezember 1520 vor der Wittenberger Stadtmauer in der Nähe des Elstertores, wo man gewöhnlich die verseuchten Habseligkeiten der Pestkranken verbrannte, öffentlich die päpstliche Bulle Exsurge Domine vom 15. Juni 1520 verbrannte und damit demonstrativ dem kirchlichen Befehl zum Widerruf seiner Thesen nicht nachkam. Zeitgleich waren damals auf Veranlassung von Philipp Melanchthon Bücher des kirchlichen Rechtes und der scholastischen Theologie verbrannt worden. Zwar war die Wittenberger Luthereiche, die man später am Ort der Verbrennung gepflanzt hatte, im Jahr 1813 während der französischen Besetzung Wittenbergs gefällt worden, doch hatte man im Jahr 1830 anlässlich des 300. Jahrestages der Augsburger Konfession eine neue, die heutige Luthereiche, gepflanzt. Aus deren Eicheln stammen die Dillinger Luthereichen von Pfarrer de Haas, die auch nach dem Abriss der alten neoromanischen Kirche erhalten blieben.
Seine demonstrativ antikatholische und prodeutsche Haltung wurde Pfarrer de Haas nach der deutschen Niederlage im Ersten Weltkrieg und der darauf folgenden Verwaltung des Saargebietes durch den Völkerbund zum beruflichen Verhängnis: Er wurde im Februar 1919 durch die Regierungskommission des Saargebietes ins Reichsgebiet ausgewiesen und durfte das Saargebiet zeitlebens nicht mehr betreten.

## Heutiger Kirchenbau

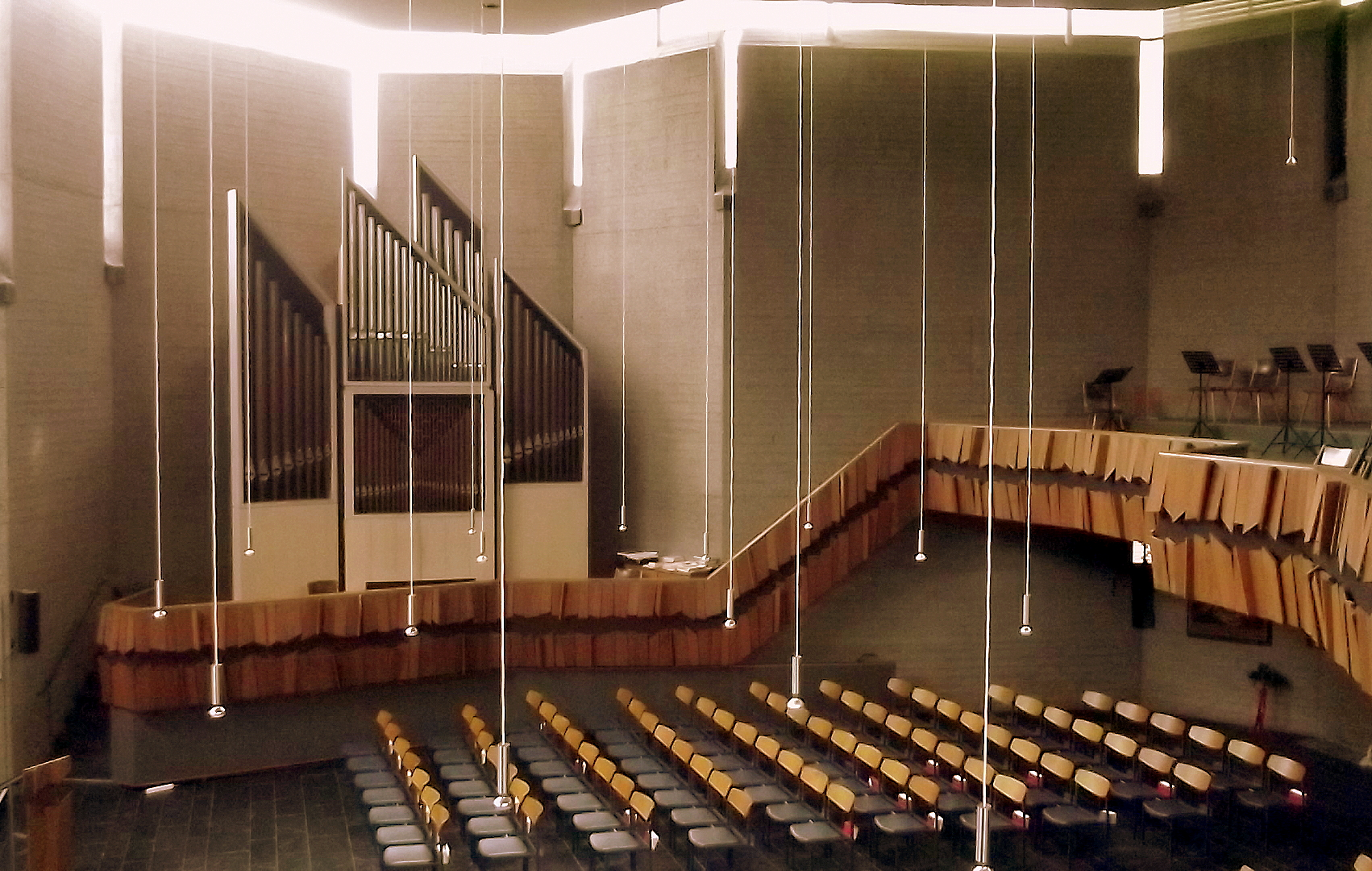
Innenansicht mit Blick auf die Orgel

Im Jahr 1965 ergaben Statikergutachten, dass die alte Kirche durch die Beschädigungen des Zweiten Weltkrieges in einem sehr schlechten Zustand war. Am 25. Juni 1967 feierte die Gemeinde im alten Kirchengebäude den letzten Gottesdienst und zog für die Dauer der Bauarbeiten in das evangelische Gemeindehaus um. Die Kirchenbänke wurden an die evangelische Kirchengemeinde in Creutzwald in Lothringen, der französischen Partnerstadt Dillingens, übergeben.
Der historistische Kirchenbau wurde unter Pfarrer Helmut Wirths im Jahr 1967 abgerissen und in den Jahren 1968–1969 durch einen Neubau in Sichtbeton ersetzt. Grundsteinlegung war am 14. Januar 1968. In einem feierlichen Festakt wurde der Neubau am 31. August 1969 eingeweiht.
Das Bauwerk ist der Architekturepoche des sogenannten Brutalismus (abgeleitet von béton brut, wörtlich ‚roher Beton‘, dem französischen Ausdruck für Sichtbeton) zuzuordnen. Der Baustoff Beton ist bei dem Kirchenbau mit seinen Unebenheiten und den Abdrücken der Schalung sichtbar gelassen. Die neue Kirche bietet 420 Plätze, 120 mehr als der neoromanische Vorgängerbau. Seit dem Jahr 1900, als die Gemeinde noch 400 Mitglieder zählte, hatte sich die Mitgliederzahl im Jahr 1968 auf 3250 Menschen erhöht.
Die Pläne zum Kirchenneubau stammten vom Saarbrücker Architektenbüro Wandel, Hoefer und Lorch, das unter anderem auch für die Errichtung der Neuen Synagoge in Dresden und für das Jüdische Zentrum München die Entwürfe fertigte.
Die verantwortlichen Architekten waren Günther Mönke und Hubertus Wandel.
Schmale Grate zwischen den flachen Auflagen der Betonplatten bewirken eine vereinheitlichende Horizontalgliederung. Diese beziehen auch den Turm mit ein, der links vor den Eingangsbereich gesetzt und in den vielgliedrigen Baukörper integriert ist. Glocken und Orgel stammen aus dem neoromanischen Kirchenbau. Der Architekt Hubertus Wandel, der in Zusammenarbeit mit Bauingenieur Möhnke den Neubau errichtete, verglich den Eingangsbereich mit „einer hohen, schmalen Schlucht, die man durchschreiten muß, um den Lärm der Straße zu überwinden und zu stiller Andacht einzukehren“. Der wehrhaft und nach außen hin abgeschottet-verschlossen wirkende Sichtbetonbau erinnert an Verteidigungsbauten, wie Flaktürme und Bunker des Zweiten Weltkrieges. Lichtschlitze und schmale Fensterbänder erinnern an Schießscharten.
Über dem Grundriss, einem unregelmäßigen Vieleck, falten sich die Wandflächen im Inneren zu einer Abfolge von Nischen (Taufnische, Altarnische, Orgelnische, Chornische) auf, die den unterschiedlichen liturgischen Funktionen zugewiesen sind. Das weitausgreifende Halbrund der Empore leitet nach vorne über und unterstützt, ebenso wie die bogenförmige Anordnung der Stuhlreihen, die strenge Konzentration des Raumgefüges auf den Altar hin.
Die Traukapelle betritt man durch einen wiederverwendeten Rundbogen der alten Kirche. Sie wird durch einen tiefen Einschnitt in den Turm beleuchtet. Die Dachkonstruktion besteht aus einer Stahlkonstruktion, die unterseitig glatt verputzt ist.
Das Innere erhält seine natürliche Beleuchtung durch ein oben umlaufendes Fensterband, das die Nahtstelle zwischen Wand und der schwerelos zu schweben erscheinenden Decke vermeintlich aufhebt. Zusätzlich wurden schmale Lichtschlitze in die Kanten der Wände eingelassen. Die Buntglasfenster unter der Empore gestaltete im Jahr 1969 der Saarbrücker Maler Hellmut Collmann (1918–1996). Ausgeführt wurden die Fenster durch den Saarbrücker Glasmaler Josef Freese. Orgel- und Sängerempore auf zwei verschiedenen Ebenen sind durch eine Treppe miteinander verbunden. Die hölzerne Emporenverkleidung erweckt den Eindruck, in der Mitte brutal aufgeschlitzt worden zu sein, sodass die Holzplatten zerborsten und zerfasert nur noch lose mit ihrer Befestigung verbunden scheinen. Ebenso erwecken das asymmetrische, scharfkantig-schräge Orgelgehäuse, die längsgeordneten Fensterschlitze sowie die an langen Kabelschnüren herunterhängenden Lampen einen stürzenden Raumeindruck, der das Gefühl einer äußeren Bedrohtheit aufkommen lassen kann. Die schmerzliche Erfahrungen des Zweiten Weltkrieges und der darauf folgenden atomaren Bedrohtheit des Kalten Krieges sowie die Erosion der Kirchlichkeit durch die Säkularisierung der Gesellschaft können hier als Zeithintergrund mitgedacht werden.
Das aus farbigem Steinzeug angefertigte Altarkreuz, auf das der gesamte Raum visuell hingeordnet ist, schuf die Saarbrücker Keramikerin Brigitte Schuller. Die Paramente gestaltete die Heusweiler Textilkünstlerin Dorothea Zech. Altar, Kanzel und Taufbecken stammen von der Ottweiler Firma Menzel.
Die kupferbeschlagene Eingangstür fertigte Harry Leid aus Scheidt.
Im Jahr 1999 wurde ein Anbau für den Kindergottesdienst erstellt.

## Glocken
Die ersten Glocken aus dem Jahr 1903 mit den Tönen f, as und ces (300 kg, 600 kg, 1300 kg, Material: Bronze) stammtem von Glockengießer Franz Schilling aus der Glockengießerei in Apolda und orientierten sich am Glockengeläut der Erlöserkirche in Jerusalem.
Ein Gesuch der Dillinger Gemeinde an Kaiserin Auguste Viktoria mit der Bitte um die Überlassung französischer Geschützbronze aus dem Deutsch-Französischen Krieg 1870/71 zum Glockenguss wurde am 25. März 1903 abschlägig beschieden. Die Glocken trugen folgende Inschriften:
- Mk 10,14 LUT: Laßt die Kindlein zu mir kommen und wehret es ihnen nicht, denn solcher ist das Reich Gottes.
- Mt 11,28 LUT: Kommt her zu mir alle, die ihr mühselig und beladen seid: Ich will euch erquicken.
- Offb 2,10 LUT: Sei getreu bis in den Tod, so will ich dir die Krone des Lebens geben.

Während des Ersten Weltkrieges wurden die mittlere und die große Glocke beschlagnahmt und zu Kriegszwecken eingeschmolzen. Im Jahr 1924 erhielt der Kirchturm drei neue Gussstahlglocken (450 kg, 900 kg, 1300 kg) vom Bochumer Verein mit den Tönen e, g und b.
Die Glockeninschriften lauteten:
- Gott ist unsere Zuversicht
- Habt die Brüder lieb
- Die zukünftige Stadt suchen wir

Weil diese Gussstahlglocken im Zweiten Weltkrieg durch Granatsplitter stark in Mitleidenschaft gezogen worden waren, wurden im Jahr 1962 bei der Glockengießerei Mabilon in Saarburg neue Bronzeglocken mit der bisherigen Tonfolge in Auftrag gegeben. Die neuen Glockeninschriften lauteten nun:
- Der Herr ist unsere Zuversicht, wenn uns der böse Feind anficht.
- Geboten hat uns Jesus Christ, daß unser Leben Liebe ist.
- Der Mensch hat keine Bleibe hier, wir suchen die zukünftige Stadt.

Diese Glocken wurden aus dem alten neoromanischen Kirchturm ausgebaut und im neuen Kirchturm wieder aufgehängt.

## Orgel

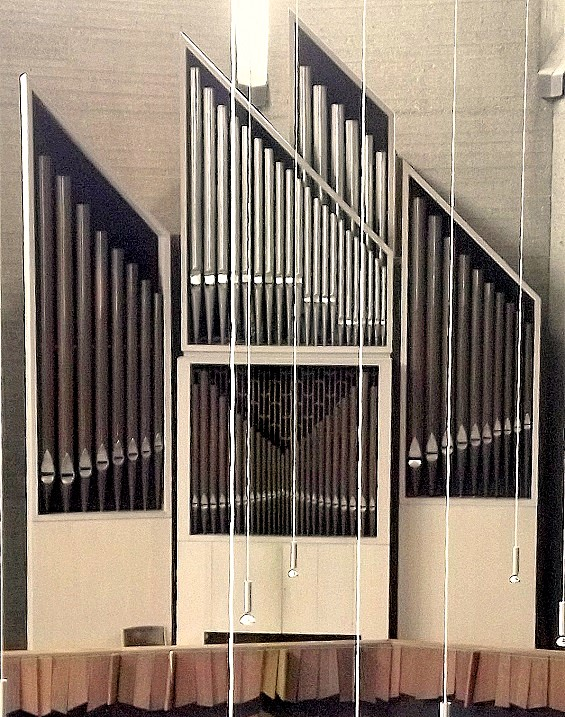
Prospekt der Walcker-Orgel

Die erste Orgel stammte aus der Werkstatt des Saarlouiser Orgelbauers Mamert Hock. Nach dem Zweiten Weltkrieg war die Orgel durch Kriegseinwirkungen unbrauchbar geworden. Der Gemeindegesang musste bis zum Jahr 1956 von einem Harmonium begleitet werden.
Dann wurde von der Orgelbaufirma Walcker eine Schleifladenorgel mit 19 Registern und 1600 Pfeifen erbaut. Diese Orgel wurde anschließend auch im Neubau wieder aufgestellt und in den 1980er und 1990er Jahren erweitert (Trompetenregister, Gemshornregister, Tremulant), so dass die Orgel auch für Konzerte genutzt werden kann.
Die Register des Instrumentes sind verteilt auf zwei Manuale und Pedal. Die Spiel- und Registertraktur ist mechanisch. Die Disposition lautet wie folgt:
| I Hauptwerk C–g3 |                 |       |
| 1.               | Prinzipal       | 8′    |
| 2.               | Rohrflöte       | 8′    |
| 3.               | Oktave          | 4′    |
| 4.               | Spitzflöte      | 4′    |
| 5.               | Gemshorn        | 2′    |
| 6.               | Rauschpfeife II | 2 ⁄3′ |
| 7.               | Mixtur V-VI     | 1 ⁄3′ |

| II Schwellwerk C–g3 |                 |        |
| 8.                  | Gedackt         | 8′     |
| 9.                  | Kupferprinzipal | 4′     |
| 10.                 | Nachthorn       | 4′     |
| 11.                 | Schweizerpfeife | 2′     |
| 12.                 | Terzian II      | 1 3⁄5′ |
| 13.                 | Scharf III      | 1′     |
| 14.                 | Krummhorn       | 8′     |

| Pedal C–f1 |             |       |
| 15.        | Subbaß      | 16′   |
| 16.        | Oktavbaß    | 8′    |
| 17.        | Bordun      | 8′    |
| 18.        | Waldflöte   | 4′    |
| 19.        | Mixtur IV-V | 2 ⁄3′ |

- Koppeln: II/I, I/P, II/P

## Pfarrer und Pfarrerinnen der Gemeinde
- 1927–1964: Karl Friedrich Zickwolff
- 1964–1965: Fritz Huber
- 1965–1971: Helmut Wirths
- 1971–1974: Günther Barthel
- 1975–1990: Heinz-Jürgen Schneidewind
- 1990–2009: Hubertus Hahmann
- 1993–2009: Hanne Hahmann
- 2009–2020: Martin Ufer
- seit 2021: Thomas Josiger

## Schulpfarrer
- 1972–2000: Helmut Buchner
- 2000–2002: Thomas Bergholz
- seit 2002: Tim Jochen Kahlen

## Einrichtungen der Pfarrei
Neben der Kirche verfügt die Gemeinde über ein Gemeindehaus (Grundstück als Geschenk der Gemeinde Dillingen/Saar im Jahr 1928), eine Kindertagesstätte (seit 1961), ein Wohnhaus mit Büro und Bücherei und ein Pfarrhaus.